# Chaffee
Chaffee is een plaats (city) in de Amerikaanse staat Missouri, en valt bestuurlijk gezien onder Scott County.

## Demografie
Bij de volkstelling in 2000 werd het aantal inwoners vastgesteld op 3044.
In 2006 is het aantal inwoners door het United States Census Bureau geschat op 2989, een daling van 55 (-1,8%).

## Geografie
Volgens het United States Census Bureau beslaat de plaats een oppervlakte van
4,7 km², waarvan 4,6 km² land en 0,1 km² water. Chaffee ligt op ongeveer 102 m boven zeeniveau.

## Plaatsen in de nabije omgeving
De onderstaande figuur toont nabijgelegen plaatsen in een straal van 12 km rond Chaffee.